# Arthur Rudolf Hantzsch
Arthur Rudolf Hantzsch (Dresda, 7 marzo 1857 – Dresda, 14 marzo 1935) è stato un chimico tedesco.

## Vita e lavoro
Hantzsch studiò chimica a Dresda e conseguì il dottorato presso l'università di Würzburg sotto la guida di Johannes Wislicenus.
Come docente insegnò presso le università di Zurigo, Würzburg e Lipsia.
Studioso di eterocicli partecipò alla definizione della nomenclatura Hantzsch–Widman. Oggi sia una reazione multicomponente per la sintesi della piridina sia una sintesi del pirrolo da lui scoperte sono chiamate con il suo nome ("sintesi di Hantzsch della piridina" e "sintesi di Hantzsch del pirrolo" rispettivamente).
La corretta pronuncia del suo cognome è /Haːntʃ/.